# Bruno Andrade
Bruno Fernandes Andrade de Brito (São Bernardo do Campo, Brasil, 2 de marzo de 1989) es un entrenador de fútbol brasileño y exjugador que es el entrenador asistente del Lommel Sportkring.

## Clubes
| Club               | País         | Año       |
| ------------------ | ------------ | --------- |
| Santo André        | Brasil       | 2007      |
| Pão de Açúcar      | Brasil       | 2007      |
| Reggina            | Italia       | 2008      |
| Helmond Sport      | Países Bajos | 2008      |
| Pão de Açúcar      | Brasil       | 2009      |
| Helmond Sport      | Países Bajos | 2009-2011 |
| Sint-Truiden       | Bélgica      | 2011-2013 |
| Audax Rio          | Brasil       | 2013      |
| Willem II          | Países Bajos | 2014-2016 |
| Hapoel Kfar Saba   | Israel       | 2016-2017 |
| Birkirkara F.C     | Malta        | 2017      |
| Go Ahead Eagles    | Países Bajos | 2018-2019 |
| KFC Esperanza Pelt | Bélgica      | 2019-2020 |
| RKSV Halsteren     | Países Bajos | 2020-2021 |